# 颜华 (1965年)
颜华（1965年8月—），男，汉族，安徽芜湖人，医学博士，主任医师、教授。
现任天津医科大学总医院眼科主任医师、天津医科大学党委书记。2020年，兼任南开大学医学院院长。